# Rafael de La Fuente
Rafael de la Fuente (ur. 11 listopada 1986 w Caracas) – wenezuelski aktor filmowy i telewizyjny, piosenkarz.

## Życiorys
Urodził się i dorastał w Caracas w Wenezueli. W 2009 roku został zaangażowany do roli Jorge Giraldo w telenoweli Telemundo Diabeł wie lepiej (Más Sabe el Diablo). W 2011 De la Fuente pojawił się jako Max w telenoweli Aurora. Następnie wystąpiła w roli Diego Forlána w serii fantasy Nickelodeon Latin America, Grachi, która stała się główną rolą w drugim sezonie. W 2014 pojawił się jako trener Julio w angielskojęzycznym remake'u Czarownica Emma (Every Witch Way) oraz familijnym dramacie muzycznym The One I Wrote for You u boku Cheyenne’a Jacksona, Kevina Pollaka i Christophera Lloyda.
W operze mydlanej Fox Imperium (Empire, 2015-2016) grał rolę Michaela Sancheza, chłopaka Jamala Lyona. W marcu 2017 De la Fuente został obsadzony w reaktywacji The CW Dynastia (Dynasty) jako Sam Jones, homoseksualna męska wersja oryginalnej postaci Sammy Jo Carrington (Heather Locklear).
W grudniu 2019 publicznie przyznał, że jest gejem.

## Filmografia

### Filmy
- 2014: The One I Wrote for You jako Rafael Amato
- 2015: Lift Me Up jako Erik

### Telenowele
- 2009: Diabeł wie lepiej (Más Sabe el Diablo) jako Jorge Giraldo
- 2011: Aurora jako Max
- 2011–2013: Grachi jako Diego Forlán
- 2014: Czarownica Emma (Every Witch Way) jako Julio

### Seriale TV
- 2015–2016: Imperium (Empire) jako Michael Sanchez
- 2017: When We Rise jako Ricardo Canto
- 2017: American Horror Story: Kult (American Horror Story: Cult) jako chłopak na pikiniku
- 2017-2022: Dynastia (Dynasty) jako Sam Jones (Sam Josiah „Sammy Jo” Flores)